# Schoordijk
Schoordijk is een buurtschap in de gemeente Cranendonck in de Nederlandse provincie Noord-Brabant. Het ligt even ten noordoosten van het dorp Budel tussen de buurtschappen Broekkant en Bosch.
Dorpen: Budel · Budel-Dorplein · Budel-Schoot · Gastel · Maarheeze · Soerendonk

Buurtschappen: Berg · Bosch · Broekkant · Cranendonck · Heikant · Hugten · Keunenhoek · Klein-Schoot · Laar · Locht · Meemortel · Midbuul · Schoordijk · Toom · Winkel

Noord-Brabant: Steden en dorpen      Nederland: Provincies · Gemeenten